# Sedlec, České Budějovice
Sedlec là một làng thuộc huyện České Budějovice, vùng Jihočeský, Cộng hòa Séc.